# De Vlucht van de Atlantis
De vlucht van de Atlantis is een stripverhaal uit de reeks Franka, waarvan zowel tekst als afbeeldingen zijn gemaakt door Henk Kuijpers.

## Verhaal
Het begint op een zomerse dag. Juli. Franka zit in haar appartement in Amsterdam. Vanwege de hitte besluit Franka samen met haar hondje Bars naar het strand van Zandvoort te gaan. Tijdens de reis loopt ze telkens het bericht over de dood van de scheepsmagnaat Magnus Ax mis.
Eenmaal op het strand neemt ze eerst een duik in het water, daarna wil Franka gaan surfen. Als ze op zee is, verdwijnen al snel alle mensen van het strand; een onweersbui is op komst.
Franka surft naar het dichtstbijzijnde land, pakt haar spullen in en probeert te schuilen in een groot, stenen huis in de vorm van een schip. Daar aangekomen ziet ze een meisje liggen dat de onder spanning staande hekken rond het huis heeft geraakt en bewusteloos is. Franka helpt haar weer bij bewustzijn te komen en ze vluchten samen het huis in. Al snel komt ze erachter dat het meisje de kleindochter is van Magnus Ax: ze stelt zich voor en vertelt Franka dat haar naam Aura Ax is. Aura vertelt veel over haar grootvader en over zijn leven met zijn vrouw, actrice Victoria Vulcan. Precies op dat moment komt Victoria Vulcan het huis binnen. Aura en Victoria krijgen al snel ruzie, maar Franka komt tussen beide en weet het op te lossen. Victoria zegt dat Aura het vreemde, kleine model vliegtuigje van Magnus mag hebben. Victoria Vulcan stuurt hen weg, maar wat Victoria niet weet is dat Franka en Aura een biografie-bestand van Magnus hebben doorgestuurd naar hun eigen computer.
Bij Franka thuis spelen ze het bestand af, maar de dochter van Victoria, Recky, heeft Magnus midden in zijn gesprek afgebroken. Toch hebben ze een spoor, dat leidt naar Saint Solo. Daar ontmoet Franka een oude bekende, de piloot Kid. Hij brengt hen naar het oude huis van Magnus. Hier kunnen ze niets vinden, maar verderop vinden ze een werkplaats op een pier. Daar komen ze meer te weten, vooral over het feit dat de werkers gestopt zijn met werken. Dit gebeurde precies op de dag dat de grootmoeder van Aura, de nieuwe vrouw van Magnus, overleed. Ook denken ze dat Magnus na de onderbreking van Recky, het misschien nog een keer geprobeerd heeft iets in te spreken. Als ze het bestand nog eens afspelen komen ze te weten over Magnus' laatste project, de Atlantis genaamd.
Een heel verhaal over zijn project, zijn ex, Aura's grootmoeder en haar dood volgt. De Atlantis werd gestolen in het verleden en volgens aanwijzingen woonde de dief in Oriçao. Na onderhandelingen in een café met een van de dieven, neemt deze hen mee naar de Atlantis. Ze vinden het enorme vliegtuig, dat van buiten helemaal overwoekerd is maar van binnen nog de sfeer van toen ademt. Als Aura en Franka de Atlantis aan het bekijken zijn, slaat de dief de twee bewusteloos. Vanwege zijn drankprobleem raakt hij in een delirium en begint hij allerlei dingen te zien: Magnus, zijn vrouw Victoria en zijn medeplichtige. Uiteindelijk wordt hij via de lanceerinrichting van het postvliegtuigje de jungle in geschoten.
Als Aura en Franka bijkomen ontdekken ze allerlei dure schilderijen, flessen champagne en kunstwerken op het schip. Aura is dolgelukkig want dit alles is van haar en haar moeder April. Victoria heeft het immers aan haar gegeven. De Atlantis zelf is in een te slechte staat om ooit nog te kunnen vliegen. Op de laatste vier plaatjes van het verhaal is Franka te zien, weer thuis in haar appartement, drinkend van een glas 'Brut Atlantis'. En dan, even later, droomt ze weg. Over een reis naar Rio de Janeiro, mét de Atlantis.

## Locaties
- Amsterdam
- Zandvoort
- Saint Solo
- Oriçao